# マビノギ四枝
マビノギ四枝（―しし、英: Four Branches of the Mabinogi, 中期ウェールズ語: Pedeir Keinc y Mabinogi, 現代ウェールズ語: Pedair Cainc y Mabinogi）は、マビノギオンの中でもっとも有名な四つの物語である。「マビノギ」という言葉はもともとこれらの四篇を指すものであり、それぞれの物語はマビノギという一つの作品の「枝」（branch: 分岐・支流という意味もある）と呼ばれる。

## 全体
全11話のマビノギオンの中でもっとも神話的価値がある物語は、ひとりの作者（話者）によってまとめられたとされるマビノギ四枝である。それぞれの主人公の名前がサブタイトルになっているのは近代の翻訳上の慣習であり、写本での原題とは異なる。
四枝のサブタイトルとその概要は次の通り。
- 第一枝『ダヴェドの大公プイス』：プレデリ（英語版）の両親・誕生・死・復活を描く。
- 第二枝『スィールの娘ブランウェン』：ブランウェン（英語版）とアイルランド王との結婚について描く。プレデリは名前だけ登場するが物語上は何らの役割もない。
- 第三枝『スィールの息子マナウィダン（英語版）』：プレデリはブランウェンの弟マナウィダン（英語版）とともに故郷へ帰るが、不幸が彼らを襲う。
- 第四枝『マソヌウイの息子マース（英語版）』：マース (Math) とグウィディオン (Gwydion) の物語。彼らはプレデリと対立する。

四枝に共通してプレデリというキャラクターが登場するが、彼が特に中心人物として扱われているというわけではない。
このことから、マビノギの原典はもともとプレデリの生涯にまつわる伝説の一部であったが、後世追記されるに伴い、追記された内容のほうが物語の主流になったのではないかと推測することもできる。もっとも、実際にプレデリの伝説が主であったのか、逆にプレデリのほうが、異なる起源の物語をつなぐ存在として後から取り入れられたのかは不明である。
四つの話とも、それぞれ “thus ends this branch of the Mabinogi”（これでマビノギのこの枝はおしまい）という定型句で終わっており、これが「マビノギ四枝」の名前の由来となっている。

## 物語

### ダヴェドの大公プイス
第一枝は、ダヴェドの大公プイスが黄泉の国アンヌウヴン（Annwfn）の支配者アラウンと出会い、彼の魔法によって体を入れ替え互いの領地を交換するいきさつから始まる。その後プイスは見事アラウンの敵ハヴガンを葬ったこと、また領地を交換していたあいだアラウンの妻に一度も触れなかったことから彼の信頼を得て友誼を結ぶ。
プイスはダヴェドに帰還したあと、領地の丘で美しき乙女リアンノンと出会う。リアンノンは誰にも追いつけないだく足の馬に乗っていた。プイスはリアンノンと婚約するが、その婚礼の宴に彼女の前の婚約者であったグワウル（Gwawl）が現れ、彼の策略によって花嫁は奪われてしまう。プイスはリアンノンの提案した策略に従い、グワウルを決して満たされない魔法の袋に閉じこめて、今度こそリアンノンとの結婚にこぎつけた。
三年後にリアンノンはプイスの子供を産んだが、子供が生まれた後、ある夜に子供は姿を消した。罰を恐れた侍女たちの讒言と偽装工作によってリアンノンは子供を殺した罪に問われ、罰として訪れる客すべてに自分の罪を語り客を背負って運ぶことを強要された。実際には子供は怪物に連れ去られており、テイルノン（Teyrnon）と彼の妻に発見されていた。子供は金髪のグウィリと名付けられ、のちにプイスの面影があらわれるまで、テイルノンの元で育てられていた。テイルノンはグウィリをプイスの元へ帰し、リアンノンは罰から解放された。プイスの元に戻ったグウリはプレデリと名を改めた。

### スィールの娘ブランウェン
第二枝はブリテンの王ベンディゲイドブラン（Bendigeidfran。祝福されし者ブランの意）の妹ブランウェンと、アイルランド王マソルッフ（Matholwch）との結婚を扱う。ブランウェンの異父兄弟であるエヴニシエン（Efnisien）は結婚について説明がなかったことを怒り、マソルッフの馬を斬り殺して彼を侮辱する。だがベンディゲイドブランは作法に則り、新しい馬と宝をマソルッフに償いとして贈った。その中には死者を復活させることができる魔法の大釜もあった。マソルッフがアイルランドに帰還したのち、ふたりの間には子供が生まれ、グウェルン（Gwern）と名付けられた。アイルランドの人々は一度は妃ブランウェンを歓迎したものの、マソルッフが受けた侮辱に再度不満を言いだした。助言を受けたマソルッフの命令でブランウェンは厨房に閉じこめられ毎日殴られていた。ブランウェンはひそかにホシムクドリを手なずけてベンディゲイドブランに手紙を送り、ベンディゲイドブランはマソルッフに戦争を仕掛けた。
ベンディゲイドブランの軍隊はアイリッシュ海を船で渡ったが、ベンディゲイドブラン自身はその巨体で歩いて渡り、船では越えられないとされていた川に自らの巨体で橋を架け兵たちを渡らせた。アイルランドは和平を提示して、ベンディゲイドブランを歓待する大きな屋敷が造られた。中には小麦粉を包んだ百の袋があったが、実際には武装した兵士がその中に潜んでいた。エヴニシエンは計略を疑い、屋敷を調査して袋詰めの兵士の頭をたたき割り、皆殺しにした。その後歓待を受けたエヴニシエンはこれを侮辱と取ってグウェルンを火に放り込み、戦闘が始まった。アイルランド軍は死者を復活させる大釜を使っていることに気づいたエヴニシエンは、自らの命を犠牲に、霊の中に隠れて大釜を破壊した。戦いの結果、プレデリ、マナウィダン、ベンディゲイドブランを含む七人のウェールズ人のみが生き延びた。だがベンディゲイドブランは毒の槍で致命的な傷を負っていた。ベンディゲイドブランはみずからの首を切ってブリテンに持ち帰るように命令した。ブリテンに着けば、魔法のかけられた食物を口にしている限りいくらか生き延びることができるからである。だがブランウェンは帰還の途中で悲嘆のあまり死んでしまった。アイルランドには五人の妊婦が生き残り、ふたたびアイルランドに人を増やした。

### スィールの子マナウィダン
プレデリとマナウィダンはダヴェドに帰還した。プレデリはキグヴァ（Cigfa）と結婚し、マナウィダンはリアンノン（第一枝にも登場したプレデリの母）と結婚した。だがそのとき、魔法の霧がダヴェドに立ちこめて、家畜や従者を四人から引き離してしまった。彼らはダヴェドで狩りをして過ごしたのち、イングランドに渡り、現地の職人が及ばないほど上質の鞍・盾・靴などを作って町から町を渡り歩いた。最終的に彼らはダヴェドに戻り、ふたたび狩りの生活をはじめた。狩りの最中、白い蛇がプレデリとマナウィダンを怪しげな城へと導いた。プレデリはマナウィダンの助言に逆らって城の中へ入ったが、戻ってはこなかった。リアンノンが調べに行くと口が利けなくなったプレデリが大杯にしがみついているのを見つけた。
同じ運命がリアンノンにも訪れ、今度は城が消えてしまった。マナウィダンとキグヴァは靴職人として再びイングランドへ渡った。だがふたたび地元民は彼らを追放し、ダヴェドへ戻ることになった。二人は三つの畑に小麦の種を播いたが、最初の畑が収穫前に荒らされてしまった。その次の夜二つ目の畑も荒らされてしまう。マナウィダンが三つ目の畑を見張っていると、鼠の群れが畑を荒らしているのに出くわした。マナウィダンはそのうちの一匹を捕まえて次の日処刑することに決めた。すると、学者と司祭と司教が立て続けに現れて、礼はするから鼠を逃がしてやってはどうかと提案したが、マナウィダンは断った。何をすれば鼠の命を助けてくれるか聞かれ、マナウィダンはプレデリとリアンノンの解放と、ダヴェドにかけられた魔法を解くことを要求した。司教はこれに同意した。というのも鼠の真の姿は彼の妻であったからだ。司教は自分の本当の名前がキル・コイトの息子スィウィト（Llwyd ap Cil Coed）であり、友人であるグワウルへの侮辱に対する復讐としてダヴェドに魔法をかけたことを明かした。

### マソヌウイの息子マース
プレデリが南ウェールズのダヴェドを支配する一方で、北ウェールズのグウィネッズ（Gwynedd）はマソヌウイの息子マースによって支配されていた。戦時でない限り、マースは乙女に足を支えさせていた。マースの甥ギルヴァエスウィ（Gilfaethwy）は当時足を支える役にあった乙女ゴエウィン（Goewin）に恋をして、弟のグウィディオン（Gwydion）とともにマースを騙してプレデリとの戦争に出向かせ、その隙にゴエウィンへ近づこうとした。グウィディオンは一対一の決闘でプレデリを殺し、ギルヴァエスウィはゴエウィンを手込めにした。マースは事態の償いとしてゴエウィンと結婚し、グウィディオンとギルヴァエスウィは、罰として一つがいの鹿、豚、狼に変えられた。彼らが人間に戻されたのは三年後のことだった。
マースの足を支える新しい乙女が必要になり、グウィディオンは妹（姉？）のアランロド（Aranrhod）を推薦した。だがマースが魔法で彼女の純潔を調べると、アランロドはふたりの子供を産んだ。ひとりはディラン・エイル・トン（Dylan Eil Ton）ですぐに海へと去ってしまった。もうひとりはグウィディオンに育てられることになったが、アランロドは、彼女以外の誰もその子に名前と武器を与えられないという誓約（tynged、アイルランド神話におけるゲッシュと同様のもの）を立てた。だがグウィディオンは策略を用いてアランロドにスェウ・スァウ・ゲフェスと名付けさせ、武器を持たせた。さらにアランロドはどんな人種の妻も持つことがないと誓約を立てたので、グウィディオンとマースは協力して花を美しい女性に変え、ブロダイウェズと名付けて彼の妻とした。ブロダイウェズはグロヌウ（Goronwy）という狩人と恋に落ち、スェウの殺害を計画した。ブロダイウェズはスェウを騙して彼を殺せる方法を聞き出して実行に移すが、グロヌウが決行した際、スェウは傷つきながらも鷲に変身して逃れた。グウィディオンはスェウを見つけて人間に戻し、ブロダイウェズをフクロウに変えた。グロヌウはスェウへ償いを申し出るが、スェウは復讐にこだわった。スェウは、隠れていた岩を貫くほど強く槍を投げつけてグロヌウを殺した。

## 創作
「マソヌウイの息子マース」をモチーフとした作品
- アラン・ガーナー 著『ふくろう模様の皿（英語版）』（1967年）：イギリスの児童文学。
  - 『ふくろう模様の皿 (テレビドラマ)（英語版）』（1969年 – 1970年）：イギリスのテレビドラマ。
- ひかわ玲子 著, 松元霊古 絵「マース王の宮廷にて」（1984年 月刊「ウィングス」掲載）： 『イスの姫君』（1993年）収録 。